# Microtritia schusteri
Microtritia schusteri är en kvalsterart som beskrevs av Johann Christian Friedrich Märkel 1964. Microtritia schusteri ingår i släktet Microtritia och familjen Euphthiracaridae. Inga underarter finns listade i Catalogue of Life.